# 김영태 (시인)
김영태(金榮泰, 1936년 11월 22일 ∼ 2007년 7월 12일)는 대한민국의 시인이다.

## 생애
1936년 11월 22일 서울에서 태어났다.
경복고교, 홍익대 서양화과를 졸업하고 1959년 ≪사상계≫에 시 ＜시련의 사과나무＞ ＜설경＞ ＜꽃씨를 받아 둔다＞가 추천되어 문단에 데뷔했으며 모두 18권의 시집을 출간했다. 1966년부터 자유극장 동인으로 활동했고 1969년부터 무용평을 기고했다. 1976년부터는 음악펜클럽 동인으로 활동했다. 1971년 이후 7회의 개인전을 열었으며 현대문학상, 시인협회상, 서울문화예술평론상(무용), 허행초상(무용평론상), 현대무용진흥회 댄스 하트 어워드 등을 수상했다.
2007년 7월 12일 작고했다.

## 저서
- 시집 ≪유태인(猶太人)이 사는 마을의 겨울≫(중앙문화사, 1965)
- 시집 ≪바람이 센 날의 인상(印象)≫(현대문학사, 1970)
- 시집 ≪초개수첩(草芥手帖)≫(현대문학사, 1975)
- 시집 ≪객초(客草)≫(문예비평사, 1978)
- 시집 ≪북(北)호텔≫(민음사, 1979)
- 시집 ≪여울목 비오리≫(문학과지성사, 1981)
- 시집 ≪어름사니의 보행(步行)≫(지식산업사, 1984)
- 시집 ≪결혼식과 장례식≫(문학과지성사, 1986)
- 시집 ≪느리고 무겁게 그리고 우울하게≫(민음사, 1989)
- 시집 ≪매혹≫(청하, 1989)
- 시집 ≪남몰래 흐르는 눈물≫(문학과지성사, 1995)
- 시집 ≪고래는 명상가≫(민음사, 1993)
- 시집 ≪그늘 반근≫(문학과지성사, 2000)
- 시집 ≪누군가 다녀갔듯이≫(문학과지성사, 2005)